# Lutwi Achmedow
Lutwi Dżiber Achmedow (bułg. Лютви Джибер Ахмедов, ur. 10 kwietnia 1930 we wsi Podajwa, zm. w 1997) – bułgarski zapaśnik. Srebrny medalista olimpijski z Tokio.
Walczył w obu stylach. Zawody w 1964 były jego drugimi igrzyskami olimpijskimi, debiutował w 1960 (piąte miejsce). W 1964 wywalczył srebro w wadze ciężkiej, powyżej 97 kilogramów w stylu wolnym. Na mistrzostwach świata zdobył w stylu wolnym złoto w 1959 i srebro w 1962, 1963 i 1965. W stylu klasycznym był drugi w 1958. Zajął pierwsze miejsce w Pucharze Świata w 1958 roku. 